# Majuro-Atoll

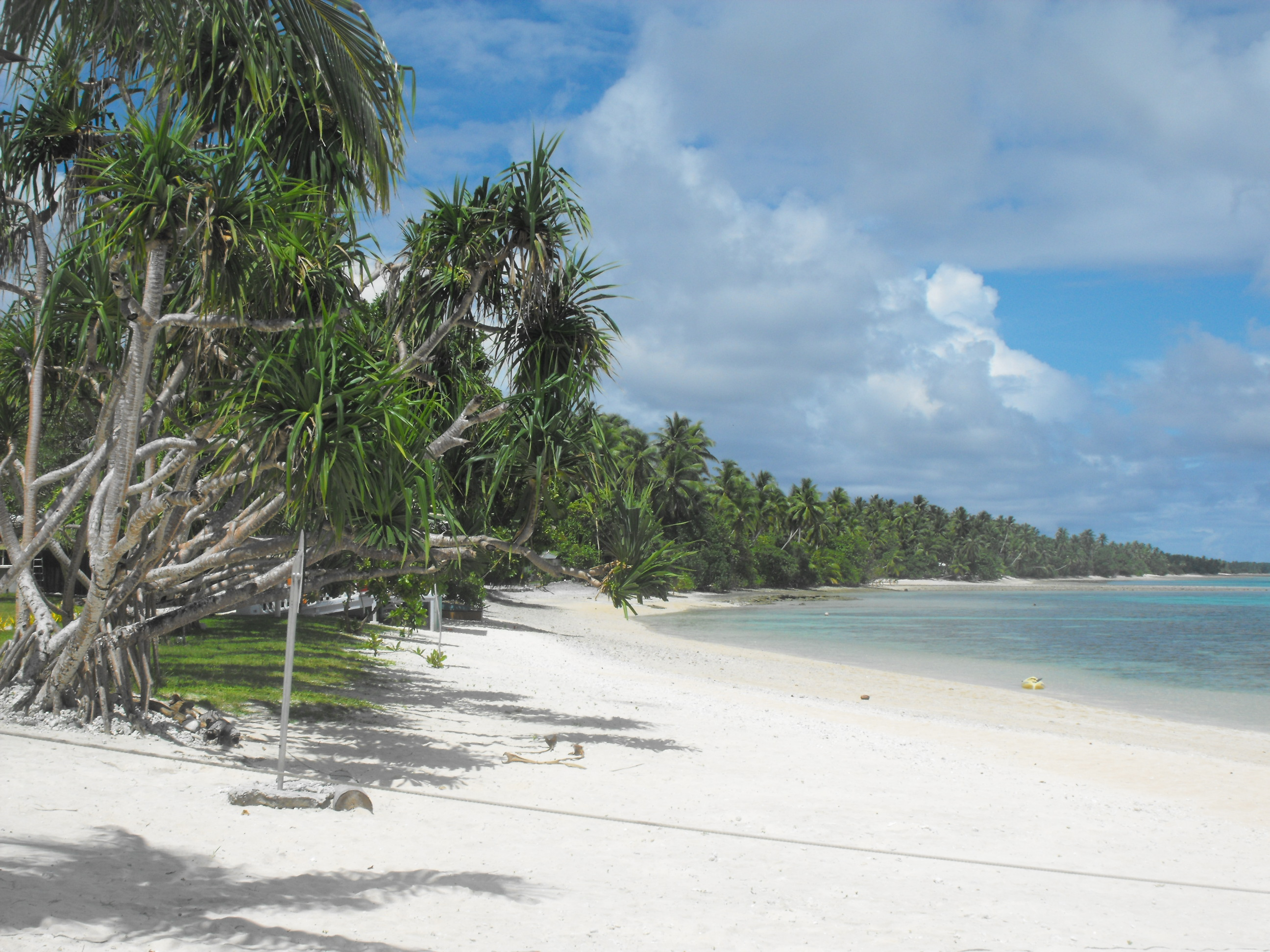
Strand auf Majuro

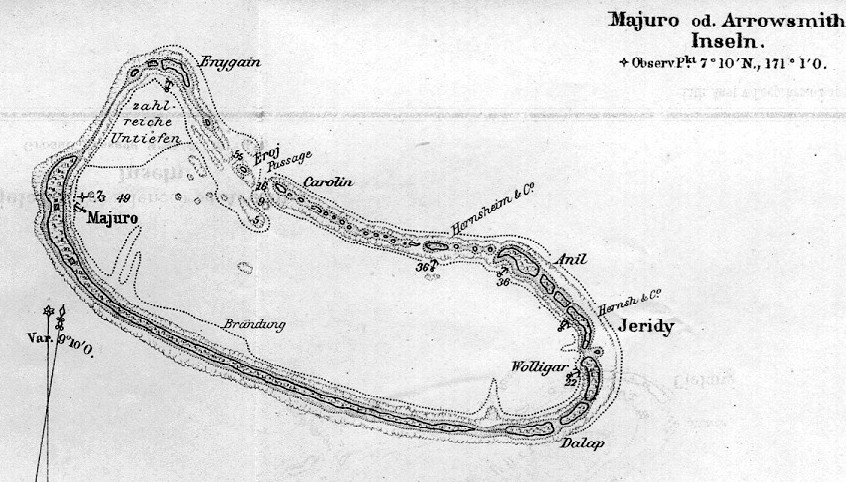
Deutsche Karte von 1881

Das Majuro-Atoll (marshallesisch Mājro, früher auch Arrowsmith) ist ein Atoll der Marshallinseln. Auf ihm liegt Majuro, die Hauptstadt der pazifischen Inselrepublik Marshallinseln.

## Geographie
Zum Atoll gehören 64 kleine Motus (Riffinseln), von denen knapp ein Drittel bewohnt ist. Es werden 20 einzelne Orte bzw. bewohnte Inseln nachgewiesen. Die marshallische Hauptstadt Majuro umfasst das gesamte Atoll. Die Regierungsgebäude und Botschaften konzentrieren sich auf den Inseln Delap, Uliga und Darrit im Osten. Für statistische Zwecke wird dieses hochverdichtete Gebiet Delap-Uliga-Darrit oder Rita (Namensvariante von Darrit) genannt. Die Landfläche des Atolls beträgt 9,71 km², während sich die Lagune über 295,05 km² erstreckt.
Der nördliche Teil des Atollrings weist größere Lücken auf. Im Nordwesten liegt die Enyagin Group mit den Hauptinseln Rongrong und Jelte. Im Nordosten liegen die Inseln des früheren Distriktes Aeankan westlich von Darrit.
Auf den südlichen Inseln des Atolls wird zudem intensive Landwirtschaft betrieben, vor allem Taro, Süßkartoffeln und Obst kommen zum Anbau. Auf den kleinen nördlichen Atoll-Inseln befinden sich vereinzelt Kokosplantagen für die Kopraproduktion.
Im Westen befindet sich das Motu Laura.

## Infrastruktur

### Kommunale Infrastruktur
Die Majuro Wasser- und Abwassergesellschaft erhält Wasser aus mehreren Auffangbecken direkt im Einzugsbereich des Flughafens. Sie stellen so 530 Mio. Liter Wasser pro Jahr bereit, dieses steht aber nur 12 Stunden am Tag der Bevölkerung zur Verfügung. Generell haben die Marshallinseln mit häufiger Wasserknappheit zu kämpfen.

### Transport
Auf dem südlichen Motu Rairok, welches westlich von Delap liegt, befindet sich der Flughafen Marshallinseln.

## Bevölkerung
Bei der Volkszählung im Jahr 2011 hatte das Atoll 27.797 Einwohner. Seitdem ist die Bevölkerung auf 23.156 Bewohner (Stand 2021) geschrumpft.
Zur Zeit der deutschen Kolonialherrschaft hatte Majuro 1.600 Einwohner (von insgesamt 15.000 auf den Marshall-Inseln).
Die Bevölkerung des Atolls ist seit 1958 stark angestiegen:
| 1930 | 1935 | 1958  | 1967  | 1973   | 1980   | 1988   | 1999   | 2011   | 2021   |
| ---- | ---- | ----- | ----- | ------ | ------ | ------ | ------ | ------ | ------ |
| 753  | 779  | 3.415 | 5.249 | 10.290 | 11.791 | 19.664 | 23.676 | 27.797 | 23.156 |

## Geschichte

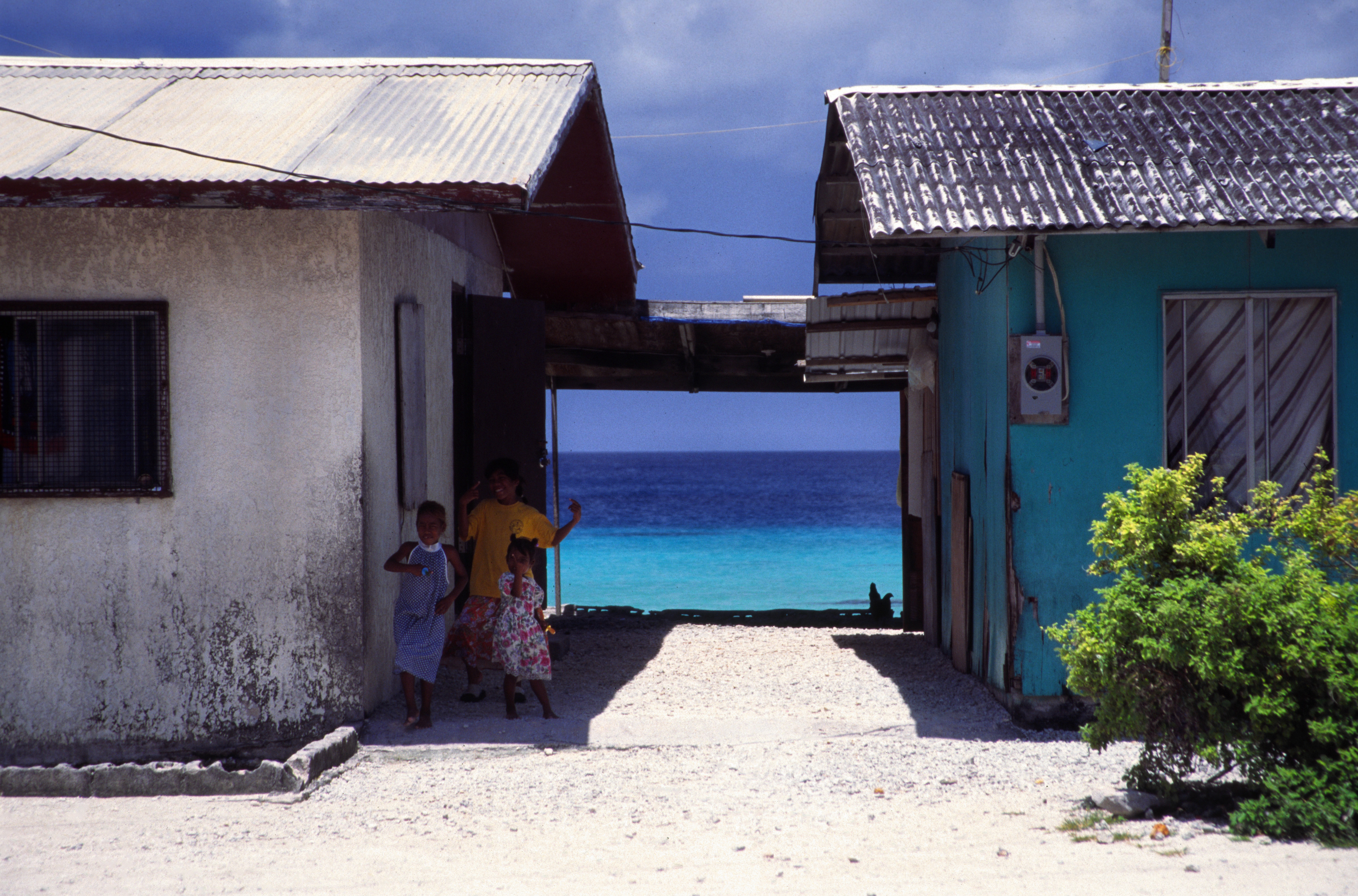
Häuser auf Majuro

Von 1885 bis 1919 war das Majuro-Atoll wie die umliegenden Marshallinseln Teil der deutschen Südseebesitzungen. Das deutsche Kolonial-Lexikon nennt den reichen Bestand an Kokospalmen und Brotfruchtbäumen. Nach dem Ersten Weltkrieg zählte das Atoll zum japanischen Südseemandat. Am 30. Januar 1944 wurde es von amerikanischen Truppen eingenommen.

## Sehenswürdigkeiten
In der Lagune von Majuro findet der „Outrigger National Cup“ statt, das weltweit einzigartige Auslegerkanu-Rennen.

## Sport
Auf dem Atoll steht das einzige Stadion des Landes, das Sports Stadium.